# Praha-Veleslavín
Praha-Veleslavín – stacja kolejowa w Pradze, w dzielnicy Veleslavín, w Czechach przy ulicy Nad Stanicí 42. Znajduje się na linii kolejowej Praga – Kladno. Znajduje się na wysokości 315 m n.p.m.
Jest zarządzana przez Správę železnic. Na stacji istnieje możliwość zakupu biletów i rezerwacji miejsc.
Przy ulicy Evropská třída znajduje się przystanek tramwajowy Nádraží Veleslavín i stacja linii A metra.

## Linie kolejowe
- 120 Praha - Kladno - Lužná u Rakovníka - Rakovník